# Antoni Feluś
Antoni Feluś (ur. 29 października 1933 w Rybnej, zm. 20 stycznia 2025) – polski prawnik, profesor nauk prawnych, nauczyciel akademicki m.in. Uniwersytetu Śląskiego, specjalista w zakresie kryminalistyki.

## Życiorys
W 1976 na podstawie napisanej pod kierunkiem Zdzisława Kegela rozprawy pt. Rola analizy języka w kryminalistycznej ekspertyzie pismoznawczej otrzymał na Wydziale Prawa i Administracji Uniwersytetu Śląskiego stopień naukowy doktora nauk prawnych w zakresie prawa. Tam też na podstawie dorobku naukowego oraz rozprawy pt. Poziom integracji pisma oraz jego znaczenie dla kryminalistyki i psychologii uzyskał stopień doktora habilitowanego nauk prawnych w zakresie prawa, specjalność: kryminologia. W 2002 prezydent RP nadał mu tytuł naukowy profesora nauk prawnych.
Był nauczycielem akademickim Uniwersytetu Śląskiego zatrudnionym w Katedrze Kryminalistyki Wydziału Prawa i Administracji. Został profesorem zwyczajnym Wyższej Szkoły Zarządzania Ochroną Pracy w Katowicach (Wydział Humanistyczno-Społeczny; Zakład Nauk Prawnych i Bezpieczeństwa Wewnętrznego).
Na jego cześć pod redakcją Tadeusza Widły ukazała się publikacja: Wokół problematyki dokumentu. Księga pamiątkowa dedykowana Profesorowi Antoniemu Felusiowi (Katowice 2005).

## Publikacje

### Monografie
- Odchylenia materialne w piśmie osobniczym (z pogranicza grafologii i ekspertyzy pismoznawczej. Uniwersytet Śląski, Katowice 1979
- Podpisy.Studium z pismoznawstwa kryminalistycznego. Uniwersytet Śląski, Katowice 1987

- Poziom integracji pisma oraz jego znaczenie dla kryminalistyki i psychologii. Biuro Techniki Kryminalistycznej KGP, Warszawa 1991
- Testamenty.Studium kryminalistyczne. Volumen, Katowice 1996
- Identyfikacja kryminalistyczna na podstawie języka pisanego. IES, Kraków